# Поколение игры «Doom»
«Поколение игры „Doom“» (англ. The Doom Generation) — кинофильм Грегга Араки, второй фильм из «апокалиптической трилогии для тинэйджеров», включающей «Полный п.» и «Нигде».
Так как за Араки закрепился ярлык режиссёра гей-фильмов, картину предваряет шутливый титр «Гетеросексуальный фильм Грегга Араки». Выражение «Поколение DOOM» в России имеет значение «проклятое поколение».

## Сюжет
Фильм начинается со сцены, когда главная героиня, 18-летняя Эми Блю (Роуз Макгоуэн), раздражённо говорит, что лучше бы сожгли тот клуб, где проходит концерт, ибо все скучно. Позже она и её парень, простодушный и обаятельный Джордан (Джеймс Дювал), пытаются заняться сексом в машине Эми. Эми признаётся Джордану в любви, но их интимную сцену прерывает драка местных хулиганов, один из которых, невероятно сексуальный Ксавье (Джонатон Шек), сбегает на машине Эми, чему та отнюдь не рада.
Позже компания останавливается у дешёвого магазина, чтобы поесть, где поведение Эми заставляет хозяина забегаловки достать ружьё. У ребят не оказывается денег и китаец-хозяин всерьёз им угрожает. В результате потасовки Ксавье отстреливает китайцу голову и грабит магазин. Голова ещё некоторое время издаёт звуки и извергает рвотную массу. Позже пара остаётся на ночь в дешёвом отеле, где Ксавье узнаёт, что жена хозяина закусочной в порыве эмоций убила себя и своих детей. У полиции есть зацепка — серёжка Джордана, оставленная на месте преступления.
Эми и Джордан впервые занимаются сексом в ванной, глядя на них, Ксавье мастурбирует и глотает собственную сперму. Тройка едет поужинать в дешёвую закусочную, где парень на раздаче признаёт в Эми свою возлюбленную «Солнышко», Эми его, конечно, отвергает в жёсткой форме. Умственно неполноценный Бартоломью решает убить Эми, чтобы она не досталась никому. Ночью Ксавье снова мастурбирует, глядя на Эми, и они занимаются петтингом и вагинальным сексом. Среди ночи на них нападает Бартоломью с навязчивой идей вернуть Эми. Ксавье отстреливает ему руку, и они уезжают.
Утром Ксавье намекает Джордану, что у них с Эми был секс, Эми в истерике все отрицает, боясь самого факта измены. Джордан говорит, что ему все равно, спит ли она с Ксавье. Потом в очередном дешёвом баре местная посетительница Брэнди признаёт в Эми свою бывшую любовницу «Конфетку». В результате драки в баре Брэнди втыкает саблю в член охраннику бара и говорит, что убьёт Эми.
Ребята останавливаются в очередном мотеле. Эми и Джордан снова занимаются сексом, а Ксавье мастурбирует в ванной. Позже Эми занимается сексом с Ксавье, пока Джордан, вернувшись с прогулки, мастурбирует глядя на них из окна.
Позже Ксавье предлагает Джордану и Эми групповой секс. Развиваю данную идею по дороге, ребята случайно сбивают и убивают бродячую собаку, от чего у Эми портится настроение и они останавливаются в магазине музыкальных дисков, где один из посетителей, Джордж, признаёт в Эми свою возлюбленную Бэмби. Ночью ребята останавливаются в сарае, где есть только кровать. Эми по очереди занимается анальным сексом сначала с Ксавье, а потом с Джорданом, а потом они занимаются групповым сексом. На них нападают неонацисты из магазина. Они связывают Ксавье и Джордана и пытаются изнасиловать Эми статуей мадонны на американском флаге. Позже они кастрируют Джордана и засовывают его член ему в рот. В это время Эми освобождается и убивает секатором Джорджа. Она сбегает с Ксавье, оставляя Джордана умирать.
Финальная сцена — Эми с Ксавье едут в никуда, Ксавье предлагает Эми чипсы, Эми безразлично курит очередную сигарету и молча крутит руль.

## Отзывы
Фильм «Поколение игры „Doom“» получил неоднозначные отзывы. Сайт Rotten Tomatoes, обобщив отзывы широкого круга критиков, дал фильму рейтинг 47 % на основе 34 обзоров. Роджер Эберт дал фильму «ноль звёзд». Рикки да Консейсау назвал «Поколение игры „Doom“» лучшим фильмом из «апокалиптической трилогии для тинейджеров» и сказал, что это крупный художественный скачок Г.Араки, который «связывает стилизацию научной фантастики, нигилистическое роуд-муви, подростковую тоску и свой собственный комментарий к порочности современной Америки». Он высоко оценил сценографию, освещение, рейтинг и игру актрисы Роуз Макгоун, которая создаёт образ матерящейся аморальной роковой женщины, сидящей на метамфетаминах и наркотиковой диете.

## В ролях
| Актёр            | Роль                         |
| ---------------- | ---------------------------- |
| Джеймс Дювал     | Джордан Уайт                 |
| Роуз Макгоуэн    | Эми Блю                      |
| Джонатон Шек     | Ксавьер Ред                  |
| Кресс Уильямс    | Арахис                       |
| Дастин Нгуен     | продавец в Quickiemart       |
| Маргарет Чо      | жена продавца                |
| Паркер Поузи     | Брэнди                       |
| Дьюи Уэбер       | Джордж                       |
| Зэк Спирс        | Дэн                          |
| Пол Д. Фау       | Пэт                          |
| Кристофер Найт   | телеведущий                  |
| Никки Кэтт       | кассир в Carnoburger         |
| Джоанна Уэнт     | работница в Carnoburger      |
| Перри Фаррелл    | продавец в Stop 'n' Go clerk |
| Аманда Бирз      | барменша                     |
| Нивек Огре       | бандит из Гунов              |
| Сальватор Ксереб | Байкер                       |
| Хайди Флайсс     | 'продавец в Liquorstore      |
| Дон Гэллоуэй     | сотрудник ФБР                |
| Дуэйн Р. Гёттел  | бандит из Гунов              |
| Кевин Кей        | бандит из Гунов              |
| Лорен Тьюис      | телеведущая                  |

## Саундтрек
| №   | Название                        | Автор(ы)                 | Год выпуска | Длительность |
| --- | ------------------------------- | ------------------------ | ----------- | ------------ |
| 1.  | «Intro»                         | Blue, Amy                | 1995        | 0:15         |
| 2.  | «On the Wheel»                  | Curve                    | 1995        | 20:05        |
| 3.  | «This Heaven»                   | Love and Rockets         | 1995        | 14:03        |
| 4.  | «Summerblink»                   | Cocteau Twins            | 1995        | 6:33         |
| 5.  | «Christianity the Adrian Sherw» | The Wolfgang Press       | 1995        | 28:55        |
| 6.  | «Paradise Now [Remix]»          | Meat Beat Manifesto      | 1995        | 14:43        |
| 7.  | «Already There»                 | The Verve                | 1995        | 11:28        |
| 8.  | «Penetration»                   | The Jesus and Mary Chain | 1995        | 6:28         |
| 9.  | «But If You Go»                 | MC 900 ft. Jesus         | 1995        | 11:33        |
| 10. | «Undertow [The Spooky Mix]»     | Lush                     | 1995        | 18:38        |
| 11. | «Double Coupon»                 | Babyland                 | 1995        | 7:40         |
| 12. | «Slut»                          | Medicine                 | 1995        | 9:24         |
| 13. | «Groovy Is My Name»             | Pizzicato Five           | 1995        | 3:41         |
| 14. | «Violator»                      | Extra Fancy              | 1995        | 5:48         |